# Murray Davidson
Murray Davidson est un footballeur international écossais, né le 7 mars 1988 à Édimbourg. Il évolue au poste de milieu relayeur.

## Palmarès
- St Johnstone FC
  - Vainqueur de la Coupe d'Écosse en 2014 et 2021

## Statistiques
| Saison    | Club            | Pays           | Championnat        | Coupes nationales | Coupes d'Europe | Écosse  |
| --------- | --------------- | -------------- | ------------------ | ----------------- | --------------- | ------- |
| 2006-2007 | Livingston FC   | 1st Division   | 2 matchs           | -                 | -               | -       |
| 2006-2007 | Cowdenbeath FC  | 2nd Division   | 5 matchs           | -                 | -               | -       |
| 2007-2008 | Livingston FC   | 1st Division   | 6 matchs / 1 but   | -                 | -               | -       |
| 2008-2009 | Livingston FC   | 1st Division   | 29 matchs / 6 buts | 4 matchs          | -               | -       |
| 2009-2010 | Saint Johnstone | Premier League | 33 matchs / 5 buts | 6 matchs / 1 but  | -               | -       |
| 2010-2011 | Saint Johnstone | Premier League | 34 matchs          | 8 matchs / 3 buts | -               | -       |
| 2011-2012 | Saint Johnstone | Premier League | 25 matchs / 2 buts | 4 matchs / 1 but  | -               | -       |
| 2012-2013 | Saint Johnstone | Premier League | 30 matchs / 7 buts | 3 matchs / 1 but  | 2 matchs (C3)   | 1 match |
| 2013-2014 | Saint Johnstone | Premier League | 19 matchs / 1 but  | 2 matchs          | 1 match (C3)    | -       |
| 2014-2015 | Saint Johnstone | Premier League | 22 matchs / 3 buts | 4 matchs          | -               | -       |
| 2015-2016 | Saint Johnstone | Premier League | 30 matchs / 3 buts | 4 matchs / 1 but  | 1 match (C3)    | -       |
| 2016-2017 | Saint Johnstone | Premier League | 22 matchs / 3 buts | 3 matchs          | -               | -       |

Dernière mise à jour le 17/04/2017